# Kamala Das Suraiya

Kamala Das Suraiya

Kamala Das Suraiya (ur. 31 marca 1934 zm. 31 maja 2009) – indyjska poetka i pisarka, tworząca w języku angielskim i malajalam.

## Poezja
- The Sirens (1964)
- Summer in Calcutta (1965)
- The Descendants (1967)
- The Old Playhouse and Other Poems (1973)
- Collected Poems Vol. 1 (1984)
- The Anamalai Poems (1985)
- Only the Soul Knows How to Sing (1996)
- Yaa Allah (2001)

## Proza
- Alphabet of Lust (1976 lub 1977)
- Padmavati the Harlot and Other Stories (1992)